# Mark Saville, Baron Saville of Newdigate

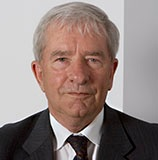
Mark Saville, Baron Saville of Newdigate

Mark Oliver Saville, Baron Saville of Newdigate PC, QC  (* 20. März 1936) ist ein englischer Jurist. Er war von Oktober 2009 bis Juli 2010 Richter am Obersten Gerichtshof des Vereinigten Königreichs.

## Familie
Saville wurde als Sohn von Kenneth Vivian Saville und Olivia Sarah Frances Gray geboren. Am 30. Juni 1961 heiratete er Jill Gray, mit der er zwei Söhne hat.

## Ausbildung und berufliche Tätigkeit
Seine schulische Bildung erhielt Saville an der Rye Grammar School in Rye (East Sussex), bevor er von 1954 bis 1956 seinen Wehrdienst beim Royal Sussex Regiment absolvierte. Sein Studium am Brasenose College in Oxford schloss er mit einem Bachelor of Arts und dem Bachelor of Civil Law als Bester seines Jahrgangs ab. 1962 erhielt Saville seine Anwaltszulassung am Middle Temple, wo er 1975 von Elisabeth II. zum Kronanwalt ernannt wurde und seit 1983 die Rolle eines Master of the Bench innehat.

## Tätigkeit als Richter
1985 wurde Saville zum Richter am High Court of Justice ernannt und zugleich zum Knight Bachelor erhoben. 1994 nahm er die Tätigkeit als Richter am Court of Appeal auf und wurde im selben Jahr zum Mitglied des Privy Councils ernannt. 1997 folgte er Michael Mustill als Lord of Appeal in Ordinary und wurde in den Adelsstand erhoben. Im Oktober 2009 wurde Saville schließlich zum Richter am Obersten Gerichtshof Großbritanniens ernannt. Dieses Amt hatte er bis zum 30. Juli 2010 inne.

## Saville Report
Am 29. Januar 1998 wurde Saville von dem damaligen Premierminister Tony Blair als Vorsitzender eines Komitees zur Untersuchung der Vorkommnisse am „irischen Blutsonntag“ eingesetzt, bei dem am 30. Januar 1972 im nordirischen Derry 14 unbewaffnete Menschen von Soldaten des Parachute Regiments erschossen und weitere 13 durch Schüsse verletzt wurden.
Die Untersuchung war von Beginn an umstritten. Als besonders problematisch galt, dass die Reporter Alex Thomson, Lena Ferguson und Toby Harden zur Preisgabe ihrer Informanten gezwungen werden sollten. Die Untersuchung verlief äußerst schleppend, dauerte im Ganzen mehr als zwölf Jahre und kostete 195 Millionen Pfund Sterling (fast 250 Millionen Euro).
Die Ergebnisse wurden am 15. Juni 2010 veröffentlicht. Premierminister David Cameron gab dabei vor dem Unterhaus unter anderem bekannt, dass die Fallschirmjäger den ersten Schuss abgefeuert und fliehende unbewaffnete Zivilisten angeschossen sowie einen bereits verletzten Mann erschossen hätten. Im Namen der britischen Regierung entschuldigte er sich dann, 38 Jahre nach den Taten der britischen Soldaten, bei den Opfern und ihren Angehörigen.

## Auszeichnungen
- Ehrendoktorwürde der London Guildhall University (1997)

## Publikationen (Auswahl)
- Essays in honor of Sir Brian Neill : the quintessential judge. LexisNexis UK, London 2003, ISBN 0-406-97033-5